# Prison de Fuchū
La prison de Fuchū (府中刑務所) est un établissement pénitentiaire situé au Japon dans la banlieue de Tokyo.
La prison est un bâtiment en forme de croix de style américain, avec des cellules individuelles au centre. Elle possède une pièce de détente et une chapelle shinto avec un sanctuaire doré.

## Histoire
Avant 1945, la prison de Fuchū sert à enfermer les prisonniers politiques, comme les communistes Kyūichi Tokuda, Nishigawa Ryuji, Mitamura Shiro, Kuroki Shigenori, Yoshio Shiga, et Kim Chon-hae. Après la guerre, la prison est visitée par Harold Isaac de Newsweek, le correspondant français Robert Guillain, John K. Emmerson (en), et Egerton Herbert Norman (en),.
Seize détenus libérés en octobre 1945 furent portés sur les épaules par une foule en liesse de 300 communistes japonais et coréens au moment de leur sortie. Criant « Banzaï pour la libération de combattants du front du peuple », la foule arborait des drapeaux rouges et des drapeaux indépendantistes coréens, puis a écouté religieusement Kyūichi Tokuda appeler au renversement du système impérial.
De nos jours, la prison de Fuchū est la plus grande prison du Japon et sert à détenir des prisonniers à la fois japonais et étrangers. Les prisonniers hommes au Japon sont généralement détenus à la prison de Fuchū.

## La prison dans la culture
La prison de Fuchū apparaît dans le livre Dix-huit ans de prison (en) (Gokuchu juhachi-nen). Par décision des Alliés de procéder à la libération de tous les prisonniers politiques, 16 personnes furent relâchées. Deux d'entre eux étaient des personnalités communistes, deux autres appartenaient à une secte religieuse qui ne croyait pas en la divinité de l'empereur, et parmi les autres se trouvaient plusieurs chefs du mouvement d'indépendance coréen.

## Sources
- (en) Cet article est partiellement ou en totalité issu de l’article de Wikipédia en anglais intitulé « Fuchu Prison » (voir la liste des auteurs).